# 船守さちこ
船守 さちこ（ふなもり さちこ、本名：船守 小智子、1966年10月24日 - ）は、日本のフリーアナウンサー、音楽評論家。

## 人物
兵庫県西宮市出身。
武庫川女子大学文学部国文学科卒業後、1989年札幌テレビ放送（STV）にアナウンサーとして入社。同局のラジオ番組｢船守さちこのスーパーランキング」で、福永俊介との名コンビで人気を博した。第10回NNSアナウンス大賞のラジオ部門で大賞受賞。
1999年4月に番組の放送が終了したのを機に同年6月に退社し、フリーアナウンサーとなる。STV退職時はアナウンス部の課長職を務めていた。
その後事務所ボランチに所属し、FMラジオ局のパーソナリティーを中心に活動した。局アナ時代から音楽ランキング番組を長年担当したこともあり、フリーランスになって以降も一貫して「音楽」に関わる仕事をライフワークとしている。
2015年10月現在、ボランチの公式サイトからプロフィールが削除されている。

## 過去の出演番組
- Spicy Friday（Air-G'）毎週金曜日
- 船守さちこの402（Air-G'）　毎週日曜日
- MUSICERA（ミュージケラ）（JFN）
- 生放送だよ!JFNオールスターズ全員集合!?2005（JFN配給、新春特番）
- i-Style REQUEST（FM長野）
- GET THE NACK（FM NACK5）
- 船守さちこのハイパー・ミュージック・マニア（TBSラジオ）
- 王様のブランチ (TBS、2000年4月 - 2002年3月) - 音楽コーナー担当
- メニコンマンスリーマガジン（FM AICHI制作で、TOKYO FMとfm osakaにもネット、2005年3月まで）
- Open Sesame!（JFN系）月・火曜担当
- ジャパニーズ ゴールデン ポップス（NHK-FM特集、2010年4月29日 - 5月2日）
- Music Buyer（JFN系）

STVアナウンサー時代
- どさんこワイド212　主に中継を担当。「船守小智子のどさんこランキング」というコーナーを毎週火曜日に担当していた。
- 船守さちこのスーパーランキング
- 船守さちこのなにはなくても歌謡曲
- 喜瀬ひろしのときめきワイド
- 巻山晃のオハヨー!ほっかいどう